# Серторий (пьеса)
«Серторий» (фр. Sertorius) — трагедия французского драматурга Пьера Корнеля, впервые поставленная на сцене в 1662 году. Ознаменовала собой возвращение драматурга к римской тематике и к проблемам, связанным с конфликтом между государством и личностью.
Главный герой пьесы — Квинт Серторий, который поднял мятеж в Испании против сулланского режима. Основная сюжетная коллизия полностью выдумана: главный герой влюблён в царицу лузитанов Вириату, но готов отказаться от личного счастья и жениться на бывшей жене Помпея Аристии, чтобы расширить круг своих сторонников и победить в войне. При этом в Вириату влюблён сподвижник Сертория Перперна, а Аристию продолжает любить её бывший муж. Серторий погибает из-за того, что не может принять окончательное решение. Таким образом, Корнель использует здесь традиционный для его творчества мотив противопоставления долга личным чувствам.
Театральная постановка «Сертория» почти не имела успеха, хотя исследователи считают его одной из лучших пьес Корнеля позднего периода. Трагедию играла пьеса Мольера, и последний использовал по одному стиху из «Сертория» в двух своих комедиях — «Школа жён» и «Тартюф».